# Vincennes University
Die Vincennes University (auch VU genannt) ist eine staatliche Universität in Vincennes im Südwesten des US-Bundesstaates Indiana.

## Geschichte
Die Hochschule wurde 1801 als Jefferson Academy gegründet. 1806 erhielt sie ihren heutigen Namen. Gegründet wurde sie von William H. Harrison und ist damit neben der University of Virginia eine von zwei Hochschulen in den USA, die von Präsidenten gegründet wurden.

## Zahlen zu den Studierenden und den Dozenten
Im Herbst 2021 waren 16.389 Studenten an der VU eingeschrieben, die alle ihren ersten Studienabschluss anstrebten und damit undergraduates waren. Von diesen waren 50 % weiblich und 50 % männlich; 2 % bezeichneten sich als asiatisch, 8 % als schwarz/afroamerikanisch, 19 % als Hispanic/Latino und 61 % als weiß. Es lehrten 750 Dozenten an der Universität, davon 170 in Vollzeit und 580 in Teilzeit.
2009 waren 4.522 Studierende eingeschrieben.

## Sport
Die Sportteams der VU sind die Trailblazers. Besonders das Bowlingteam ist überregional bekannt.

## Persönlichkeiten
- William J. Gainey (* 1956), Command Sergeant Major
- Rickey Green (* 1954), Basketballspieler
- Carl Landry (* 1983), Basketballspieler
- Shawn Marion (* 1978), Basketballspieler, 2004 Bronzemedaille bei den olympischen Sommerspielen in Athen
- Bob McAdoo (* 1951), Basketballspieler
- John Mellencamp (* 1951), Musiker